# United Linux
United Linux（ユナイテッド・リナックス）は、かつて存在したLinuxディストリビューションおよびその開発団体である。2004年に事実上終了した。

## 概要
United Linuxは2002年5月30日に、Caldera、Conectiva、SuSE、ターボリナックスの4社により発表された、企業向けの統一Linuxディストリビューション名であり、その開発団体名でもある。
発表時よりインテル、AMD、IBM、富士通、ボーランド、SAP、後にはオラクルなどもUnited Linuxへの支持を表明した。
背景としてLinuxは各ディストリビューションによる差が多いため、特に企業ユーザーが求める各ベンダーのサポート対象ディストリビューションがレッドハットに集中し、企業向け市場でのレッドハットの独走状態を招き、「第二のマイクロソフト」とも呼ばれ警戒されていた。このためUnited Linuxは「反レッドハット連合」の側面があり、また「弱者連合」と揶揄される事もあった。
United LinuxはSUSE Enterprise Linuxをベースとして、4社がコア部分を共同開発し、各社が付加価値を加え製品化する事で、各ディストリビューションのコア部分の統一化を進めた。
しかし、2002年8月にCalderaはSCOグループと改名し、更に2003年3月にはLinuxをめぐる裁判を開始し、事実上United Linuxの活動を停止した。
また2002年8月にはSRA傘下となったターボリナックスが北米市場から撤退した。更に2003年11月にはSuSEがノベルに買収されたが、このことはSuSEがレッドハットに次ぐ存在になるとも警戒された。
2004年1月22日、ノベルのプレスカンファレンスにて、活動停止状態にあったUnited Linuxの終了が発表された。一定の標準化とISVの支持が得られた事で初期の目的は達成されたとの見方もある。

## 歴史
- 2002年5月 ターボリナックス、SuSE（その後ノベルが買収）、Conectiva（その後Mandrakesoftに合併しMandrivaに）、The SCO Group（旧名 : Caldera System→Caldera International）が共同でUnitedLinuxを設立
- 2002年11月19日 United Linux 1.0 リリース
- 2003年2月 ターボリナックスが Turbolinux Enterprise Server 8 powered by United Linux をリリース
- 2004年6月1日 ノベルがUnited Linuxを基にしたSUSE Linux Enterprise Server 8 をリリース[1]

## 製品
- Turbolinux Enterprise Server 8 powered by United Linux
- SUSE Linux Enterprise Server 8
- Conectiva Linux Enterprise Edition
- SCO Linux Server 4.0